# Club Atlético Excursionistas (fútbol femenino)
El Club Atlético Excursionistas es un club de fútbol, social y deportivo argentino, fundado el 1.º de febrero de 1910, tiene su sede en el Bajo Belgrano, perteneciente a la Comuna 13, de la Ciudad Autónoma de Buenos Aires. Su estadio no lleva nombre oficial y tiene una capacidad de alrededor de 7.200 personas. A partir de 2024 disputara la Primera División B, segunda división del fútbol femenino argentino.
Su disciplina de fútbol femenino se ha practicado de forma intermitente desde 1991 y fue uno de los 8 clubes que participaron del primer torneo oficial de AFA. Hasta 2024 disputó la Primera División de Argentina.

## Historia

### Primer campeonato
En 1991 inició el fútbol femenino en la institución, fue uno de los 8 clubes que participaron del primer torneo oficial organizado por la Asociación de Fútbol Argentino (AFA).
En susodicho torneo debutaron con una goleada 4-1 ante Deportivo Laferrere en calidad de locales, y culminaron 3° (terceras) del torneo, producto de 3 victorias, 3 empates y 1 derrota. A pesar de realizar una buena campaña no participaron la temporada siguiente.

### Participaciones intermitentes
Volvieron a participar en torneos oficiales 7 años después, en 1998, en el campeonato de ese mismo año, participarían 35 clubes (aunque Tristán Suárez se retiró antes de comenzar el torneo) y Las Villeras acabaron últimas. Participaron por 2 temporadas más, hasta el Campeonato de 2000-01 en el que culminaron 7° (séptimas).
Regresaron a la competición en el año 2005, disputando el Apertura 2005 y Clausura 2006. Luego de un año de ausencia, en 2007, nuevamente compitieron desde el Apertura 2007 hasta el Clausura 2008.

### Regreso y descenso
En 2012 vuelven a las competiciones AFA, en el Torneo Apertura 2012, donde terminaron 8° (octavas) con 13 unidades.
En el campeonato de Primera División 2015, Excursio acaba en la 14° (decimocuarta) posición, y desciende a la recién creada Primera División B, en donde disputa la segunda categoría por dos temporadas.

### Ascenso y actualidad
Luego de permanecer por dos temporadas en la segunda división, en el campeonato de Primera División B 2016-17, culminan en 2° (segundo) lugar, consiguiendo con ello, la vuelta a la máxima categoría, antes de ello habían jugado un partido de desempate por el primer puesto ante Deportivo Morón, en el que luego de un 0-0 fueron vencidas  3-4 por penales, resultando subcampeonas. Desde su ascenso,  permanecen participando ininterrumpidamente la Primera División A hasta la actualidad.

## Jugadoras

### Plantel
Actualizado a marzo de 2023.

### Mercado de pases
| Temporada 2022-23 | Temporada 2022-23                                                                                     | Temporada 2022-23                                                        | Temporada 2022-23     | Temporada 2022-23    | Temporada 2022-23 | Temporada 2022-23   | Temporada 2022-23      |
| Altas | Altas                                                                                                 | Altas                                                                    | Altas                 | Bajas                | Bajas             | Bajas               | Bajas                  |
| Nac. | Pos.                                                                                                  | Jugadora                                                                 | Origen                | Nac.                 | Pos.              | Jugadora            | Destino                |
| --- | --- | ------------------------------------------------------------------------ | --------------------- | -------------------- | ----------------- | ------------------- | ---------------------- |
| Bandera de Argentina | | Lucila Rivarola                                                          | Comunicaciones        | Bandera de Argentina |                   | Florencia Lattanzio | Independiente          |
| Bandera de Argentina | | Natalia Tevez                                                            | Platense              | Bandera de Argentina |                   | Anabella Verón      | Estudiantes (BA)       |
| Bandera de Argentina | | Sofía Moyano                                                             | River Plate           | Bandera de Argentina |                   | Paloma López Sanzol | AD Country Canning     |
| Bandera de Argentina | | Lucía Taborda                                                            | Lanús                 | Bandera de Argentina |                   | Araceli Cardozo     | Sin equipo             |
| Bandera de Argentina | | María Luz Hernández                                                      | Platense              | Bandera de Argentina |                   | Carla Michaelis     | Sin equipo             |
| Bandera de Argentina | | Jesica Casatti                                                           | Deportivo Español     | Bandera de Argentina |                   | Cecilia Sartori     | Sin equipo             |
| Bandera de Argentina | | Agustina Ochiuzzi                                                        | El Porvenir           | Bandera de Argentina |                   | Soledad Reina       | Sin equipo             |
| Bandera de Argentina | | Melany López                                                             | El Porvenir           | Bandera de Argentina |                   | Milagros Guerra     | Sin equipo             |
| Bandera de Japón | | Ichika Egashira                                                          | Iga FC Kunoichi       | Bandera de Argentina |                   | Karen Del Valle     | Sin equipo             |
| Bandera de Argentina | | Rosa Allende                                                             | Villa San Carlos      | Bandera de Argentina |                   | Yohanna Rimas       | Sin equipo             |
| Bandera de Argentina | | Dana Mujica                                                              | Ferro                 | Bandera de Argentina |                   | Rocío Pérez         | Defensores de Belgrano |
| Bandera de Argentina | | Daira Ferreira                                                           | River Plate (reserva) | Bandera de Argentina |                   | Yamila Chávez       | Sin equipo             |
| Bandera de Argentina | | Sofía Sarubba                                                            | River Plate (reserva) | Bandera de Argentina |                   | Karen López         | Sin equipo             |
| Bandera de Ecuador | | Ivanna Macías                                                            | Club Ñañas            | Bandera de Argentina |                   |                     |                        |
| \| Leyenda - Nac. : Nacionalidad - Pos. : Posición - Pertenecía a las divisiones inferiores - Internacional con su selección absoluta \| - Incorporación como cedida / Regresa tras cesión (préstamo) - Baja como cedida (préstamo) - Retirada \| - Arquera/Portera - Defensora - Mediocampista/Centrocampista - Delantera \| | |                                                                          |                       |                      |                   |                     |                        |
| Leyenda - Nac. : Nacionalidad - Pos. : Posición - Pertenecía a las divisiones inferiores - Internacional con su selección absoluta | - Incorporación como cedida / Regresa tras cesión (préstamo) - Baja como cedida (préstamo) - Retirada | - Arquera/Portera - Defensora - Mediocampista/Centrocampista - Delantera |                       |                      |                   |                     |                        |

Fuentes:

## Rivalidades
Su clásico rival histórico es Defensores de Belgrano con el que disputa el Clásico Femenino del Bajo, denominación adquirida por su localización de ambos equipos en el Bajo Belgrano y Bajo Núñez. Es un clásico heredaro del fútbol masculino. 
Este enfrentamiento mantiene su tradición y también la rivalidad en el fútbol femenino, ya que los equipos se cruzan con frecuencia en los torneos de Primera División, debido a que en el fútbol masculino se ha perdido regularidad por la diferencia de categorías durante las últimas décadas.

### Último partido
17 de septiembre de 2023 

Defensores de Belgrano 0:1 Excursionistas

### Partidos históricos
El 17 de septiembre de 2023 por la fecha 5 del Campeonato 2023, Excursionistas como visitante le ganó a Defensores de Belgrano por 1:0 con gol de Maria Luz Hernández a los 48 ST, relegando así a Defensores a segunda división.

## Participación en campeonatos nacionales

### Cronograma
La competencia AFA oficial comenzó a disputarse desde 1991 en la que Excursionistas participó. No disputó torneos oficiales entre 1992 a 1997, 2002 a 2004, segunda mitad de 2006 y primera mitad de 2007, y septiembre de 2008 hasta septiembre de 2012.

## Palmarés
| Competición        | Campeón | Subcampeón | 3er Puesto |
| ------------------ | ------- | ---------- | ---------- |
| Primera División A |         |            | 1991       |
| Primera División B |         | 2016-17    |            |